# Rezervat biosfere El Vizcaíno
Rezervat biosfere El Vizcaíno ili Zaštićeno područje kitova El Vizcaína (šp. Santuario de ballenas de El Vizcaíno) je rezervat biosfere u općini Mulegé, Baja California Sur (Meksiko); najveći rezervat životinja Latinske Amerike i zasigurno jedan od biološki najbogatijih. On se pruža na 143.600 km² od sredine Kalifornijskog poluotoka, uz obale Kalifornijskog zaljeva na jug prema Tihom oceanu.

## Povijest
Domorodačke skupine prve su naselile ovo područje prije više od jedanaest tisuća godina. Oni su možda bili nomadi koji su došli kopnom sa sjevera američkog kontinenta ili su možda bile mornaričke skupine koje su čamcima pratile obalu. U osvit povijesnog razdoblja njihovi nasljednici bili su Cochimi Indijanci koji su govorili jumanskim jezikom; tragači za hranom koji su iskorištavali prirodne resurse obale, kopnenih ravnica i gorja Sierra de San Francisco. Putnici koji pješače ovim planinskim područjem još uvijek mogu vidjeti špiljsku umjetnost domorodaca. Španjolski istraživači stigli su na ovo područje u 16. stoljeću. Juan Rodríguez Cabrillo bio je prvi istraživač koji je plovio obalom, dok je Sebastián Vizcaíno 1596. god. istraživao unutrašnjost, ono što je sada rezervat biosfere, u ime Gaspara de Zúñige, potkralja Nove Španjolske. Jugoistočno od El Vizcaína, isusovci su osnovali misiju San Ignacio de Kadakaamán, koja čini jezgru sadašnjeg grada San Ignacio (Baja California Sur).
Najvažnija naseljena središta unutar rezervata su Santa Rosalía i Guerrero Negro, potonji grad poznat po svojim solanama koje su stoljeće i pol bile stup gospodarstva jedne od najsurovijih regija na svijetu. Ostale važne gospodarske djelatnosti su ribarstvo i turizam. Glavna sezona priljeva turista u regiji je u mjesecima u kojima sivi kit (slika gore desno) stiže iz voda Sjevernog pola do obala Baja California Sur. Trenutno, prema podacima Nacionalnom institutu za statistiku i geografiju (INEGI), u rezervatu živi ukupno 44.446 stanovnika.

## Rezervat biosfere
Rezervat biosfere El Vizcaíno, osnovan 1988., pripada južnom biološkom pojasu Kalifornijskog zaljeva koji se odlikuje najvećim brojem vrsta velikih životinja (695); većeg od bilo koje druge pomorske ili otočne svjetske baštine. Tu obitava 891 vrsta riba od kojih su njih 90 endemi, te 39% od ukupnog svjetskog broja morskih sisavaca i trećina svjetske populacije morskih beskralježnjaka.
Biljke i životinje ovog područja su se prilagodile ekstremnim pustinjskim uvjetima, snažnim vjetrovima i rijetkim padalinama, te je tako nastao veliki broj endemskih vrsta koji se ne mogu pronaći nigdje drugdje na svijetu. Neke od tih životinja su kojoti, glodavci i zečevi, a od endema posebni su: Vitoroga antilopa Baja California (Antilocapra americana peninsularis) koja je jedan od najbržih sisavaca na svijetu, te pustinjski američki muflon (Ovis canadensis nelsoni), mulasti jelen (Odocoileus hemionus). Tu obitavaju i desetine vrsta ptica selica i sjedilica od kojih su najvažnije: bukoči, kormorani, čaplje i galebovi.
No, rezervat je najpoznatiji po morskim životinjama kao što su: ugrožene morske kornjače, sjeverni morski slon (Mirounga angustirostris), kalifornijski morski lavovi (Zalophus californianus), dupini, sivi kitovi i plavetni kit.
Obalne lagune Ojo de Liebre i San Ignacio su važne područja za reprodukciju i zimovanje ovih životinja. Zbog toga je „Zaštićeno područje kitova El Vizcaína” upisano na UNESCO-ov popis mjesta svjetske baštine u Sjevernoj Americi 1993. godine. Iste godine UNESCO je zaštitio i obližnje špiljske slike Sierre de San Francisco , dok je obalni dio Kalifornijskog zaljeva također proglašen svjetskom baštinom 2007. godine, pod nazivom „Otoci i zaštićena područja Kalifornijskog zaljeva”, koji štiti 244 mjesta između rezervata, prirodnih parkova i otoka.

## Vanjske poveznice
- Activities in Whale Sanctuary of El Vizcaino (engl.)
- Parkwatch's multi-page profile  Arhivirana inačica izvorne stranice od 19. svibnja 2011. (Wayback Machine)
- Galerija fotografija  Arhivirana inačica izvorne stranice od 3. rujna 2012. (Wayback Machine)